# Edmundo Lorenzo Santiago
Edmundo Lorenzo Santiago (Ferrol, 1893 - Guadalajara (Mèxic), 1973) fou un polític socialista gallec. Treballà com a tipògraf i s'afilià al PSOE, partit amb el qual fou diputat per la província de la Corunya a les eleccions generals espanyoles de 1931 i 1936. En acabar la guerra civil espanyola es va exiliar cap a Mèxic, on el 1946 fou expulsat del PSOE. En el XXXVII Congrés del PSOE fou readmès a la disciplina del partit amb tots els efectes juntament amb 36 militants més, encapçalats per Juan Negrín.